# Габела (Катанцаро)
Габела је насеље у Италији у округу Катанцаро, региону Калабрија.
Према процени из 2011. у насељу је живело 286 становника. Насеље се налази на надморској висини од 532 м.